# Sergius IV d'Amalfi
Sergius IV d'Amalfi (mort en 1073)  duc d'Amalfi  corégent en 1031 et seul duc de 1069 à 1073.

## Règnes
Sergius IV est le fils de Jean II d'Amalfi. Il est associé au trône vers 1031 par son père. Chassé d'Amalfi avec son père, il est rétabli avec lui en 1037 et en 1052. 
Le duc Sergius IV succède sans difficulté à son père en 1069 mais il disparaît en 1073. Il laisse comme successeur son fils Jean III, un enfant qu'il avait associé au trône. Les Amalfitains qui redoutent le retour de Gisolf II de Salerne font appel à Robert Guiscard. En novembre les Normands investissent la cité qu'ils doivent prendre d'assaut. L'héritier est expulsé et Robert Guiscard notifie en novembre à Gisolf II et au Pape Grégoire VII sa prise de possession d'Amalfi.